# Суй Цзяньшуан
Суі Тьєн-шуанг (кит.: 隋剑爽 Suí Jiàn-shuǎng, 1 лютого 1989) — китайська гімнастка, олімпійська медалістка.

## Виступи на Олімпіадах
| Олімпіада  | Дисципліна | Місце |
| ---------- | ---------- | ----- |
| Пекін 2008 | групові    | 2     |